# Strigólniki
Los Strigólniki (singular Strigólnik–Стригольник en ruso) eran seguidores de la primera herejía de Rusia de mediados del siglo XIV y la primera mitad del XV, establecida en Pskov y más tarde en Nóvgorod y Tver.
Los orígenes del nombre son desconocidos. Algunos historiadores creen que tiene algo que ver con las ocupaciones de artesanos en las que estaban involucrados, como la sastrería o la peluquería (parece que la palabra strigolnik deriva del verbo moderno ruso strich' o podstrigat', que significa "cortar"). Otros piensan que el nombre viene de un rito de iniciación (un corte de pelo específico, o strizhka), realizado por un diácono llamado Karp, el supuesto fundador de la secta, juntamente con el diácono Nikita. Otros creen que podría referirse a que este grupo rechazaba cortarse la barba o bien dejársela crecer.
Participantes activos de la secta eran comerciantes y clero de bajo rango. Renunciaban a todo tipo de jerarquía eclesiástica y monacato, los sacramentos del sacerdocio, la comunión, el arrepentimiento, y el bautismo, que eran grabados con altas tasas ("extorsiones", desde su punto de vista) que iban a las arcas del clero. Críticos y denunciantes de la venalidad, los vicios y la ignorancia de los sacerdotes, los Strigólniki demandaban el derecho de los laicos al sermón religioso. Sus sermones estaban llenos de motivos sociales: reprochaban a los ricos por esclavizar a los libres y a los pobres.
El diácono Karp encontró muchos seguidores de Pskov, pero tuvo que huir a Nóvgorod para evitar la persecución. Algunos investigadores argumentan que el Arzobispo de Nóvgorod Basilio Kalika (1330-1352) ignoró la herejía, pero que sus sucesores, Moiséi (1325-1330; 1352-1359) y Alekséi (1359-1388) tomaron firmes medidas contra los herejes. En 1375, los ciudadanos enfurecidos de Nóvgorod tiraron a cinco herejes desde el puente al río Vóljov. A comienzos de 1382, la secta contaba con la oposición del Arzobispo Dionisio de Súzdal.
Sin embargo, las enseñanzas de la secta les sobrevivieron. Germinaron ampliamente en Nóvgorod, Pskov y en Tver, donde los obispos Fiódor Dobry y Yevfimi Vislen apoyaron al movimiento. A principios de la década de 1400, las enseñanzas de los strigólniki fueron denunciadas por Focio, Metropolitano de Kiev y de Toda Rusia.
No hay noticias de la secta desde la segunda mitad del siglo XV. Algunos historiadores creen que se integró en la Secta de Sjariya el Judío. La Iglesia Ortodoxa cree que la herejía finalizó en 1427.